# Shen Jingsi
Shen Jingsi (chiń. 沈静思; ur. 3 maja 1989 w Zhangzhou) – chińska siatkarka grająca jako rozgrywająca. Obecnie występuje w drużynie Bayi Army.

## Sukcesy klubowe
Mistrzostwo Azji:
- 2015
- 2008
- 2010, 2014

Klubowe Mistrzostwa Świata:
- 2013

Klubowe Mistrzostwa Azji:
- 2016

## Sukcesy reprezentacyjne
Mistrzostwa Azji:
- 2015
- 2009

Igrzyska Azjatyckie:
- 2010

Puchar Azji:
- 2010

Mistrzostwa Świata:
- 2014

Puchar Świata:
- 2015

## Nagrody indywidualne
- 2013: Najlepsza rozgrywająca Klubowych Mistrzostw Świata
- 2015: Najlepsza rozgrywająca Mistrzostw Azji